# Ocell del paradís de Victòria
L'ocell del paradís de Victòria (Ptiloris victoriae) és una espècie d'ocell de la família dels paradiseids (Paradisaeidae) que habita els boscos de Queensland, al nord-est d'Austràlia.